# Xiaomi Redmi 2
Xiaomi Redmi 2 (також відомий як Hongmi 2) — смартфон компанії Xiaomi, що належить до серії Redmi. Був представлений 4 січня 2015 року. Також 31 березня того ж року був представлений Xiaomi Redmi 2A, який був полегшеною версією Redmi 2.

## Дизайн
Екран смартфонів виконаний зі скла. Корпус виконаний з пластику.
Знизу розміщені роз'єм microUSB та мікрофон. Зверху розташований 3.5 мм аудіороз'єм. З правого боку розміщені кнопки регулювання гучності та кнопка блокування смартфону. Динамік та другий мікрофон розташовані на задній панелі, яку можна зняти. Слоти під 2 SIM-картки та карту пам'яті формату microSD до 32 ГБ також знаходяться під корпусом.
Redmi 2 та Redmi 2A продавалися в 5 кольорах: темно-сірому, білому, рожевому, зеленому та жовтому. Також задню панель можна було змінити на панель іншого кольору.

## Технічні характеристики

### Платформа
Redmi 2 отримав процесор Qualcomm Snapdragon 410 (4×1.2 ГГц Cortex-A53) та графічний процесор Adreno 306.
Redmi 2A отримав процесор Leadcore L1860C (4×1.5 ГГц) та графічний процесор Mali-T628 MP2.

### Батарея
Смартфони отримали батарею об'ємом 2200 мА·год і підтримку швидкої (на той час) зарядки на 10 Вт. Також є можливість самостійної заміни батареї.

### Камера
Смартфони отримали основну камеру 8 Мп, f/2.2 (ширококутний) з автофокусом та здатністю запису відео з роздільною здатністю 1080p@30fps. Фронтальна камера отримала роздільність 2 Мп та здатність запису відео у роздільній здатності 720p@30fps.

### Екран
Екран IPS LCD, 4.7", HD (1280 × 720) зі співвідношенням сторін 16:9 та щільністю пікселів 312 ppi.

### Пам'ять
Смартфони продавалися в комплектації 1/8 ГБ.

### Програмне забезпечення
Redmi 2 та 2A були випущені на MIUI 6, що базувалася на Android 4.4.4 KitKat. Були оновлені до MIUI 9.

## Варіанти
Redmi 2 мав дві варіації, а саме Redmi 2 Prime (глобальний) та Redmi 2 Pro (лише для Китаю), з 2 ГБ оперативної та 16 ГБ вбудованої пам’яті, що вдвічі більше, ніж в стандартній моделі. Існує кілька варіантів стандартної та модернізованої моделі для різних ринків з різною підтримкою базової смуги.
| Номер моделі | Назва                             | Особливості                           | Доступність                                       |
| ------------ | --------------------------------- | ------------------------------------- | ------------------------------------------------- |
| 2014811      | Redmi 2 / Pro (HM2XTDPro/wt86047) | LTE/WCDMA/GSM                         | Китай                                             |
| 2014812      |                                   | CDMA варіант                          | Китай                                             |
| 2014813      | Redmi 2 / Pro (HM2XTDPro/wt86047) | Додаткова підтримка TDD-LTE, TD-SCDMA | Китай                                             |
| 2014815      |                                   |                                       | Гонконг, Південна Азія                            |
| 2014817      |                                   |                                       | Південна Африка, Індонезія, Філіппіни та Сінгапур |
| 2014818      | Redmi 2 / Prime (HM2LTE)          | LTE 2/16 ГБ варіант                   | Індія                                             |
| 2014819      |                                   |                                       | Бразилія, Індонезія                               |

Також була варіація Redmi 2A під назвою Redmi 2A Enhanced з конфігурацією пам'яті 2/16 ГБ.